# Matzpen
Matzpen (en hébreu : מצפן, « Boussole ») était l'organe mensuel de l’Organisation socialiste en Israël (הארגון הסוציאליסטי בישראל, Hairgoun Hasotzialisti Beisrael), un parti israélien d'extrême-gauche, révolutionnaire, internationaliste et antisioniste qui exista de 1962 à 1983. C'est sous le nom de Matzpen qu'on a pris l'habitude de désigner ce parti. Il se donnait pour but la transformation socialiste du Proche-Orient et considérait le sionisme comme une forme de colonialisme.

## Historique

### Années 1960
Il est né en 1962 sous le nom d'Organisation socialiste israélienne ((he) הארגון הסוציאליסטי הישראלי, Hairgoun Hasotzialisti Haisraeli - ISO)  à partir d'un petit groupe d'exclus du Parti communiste israélien (PCI) et de communistes oppositionnels proches du trotskisme. Il s'opposait à la fois au sionisme et au nationalisme arabe, prônant un état judéo-arabe s'opposant autant à un état juif qu'à un état palestinien. Ainsi, il se démarquait du Parti communiste israélien en considérant que la guerre de 1948 était une "épuration ethnique". Parmi ses fondateurs, on compte Oded Pilavsky, Akiva Orr, Moshe Machover et Haim Hanegbi. En 1964, ils sont rejoints par un groupe venant de la branche de Haïfa du PCI comprenant des militants arabes dont Jabra Nicola et Daoud Turki, et plus tard par Ilan Halevy, futur ministre de l'Organisation de Libération de la Palestine (OLP) du gouvernement de Mahmoud Abbas.
En 1967, ils sont les seuls à s'opposer à l'occupation des territoires palestiniens. le 8 juin alors que la Guerre des Six Jours vient de commencer depuis trois jours, les responsables du Matzpen signent une tribune commune avec les responsables du Front démocratique palestinien condamnant l'« agression israélienne ».
Selon Michel Warshawski, la forte audience du Matzpen à l'époque doit beaucoup à cette dénonciation de la guerre des Six jours, et à la qualité de « ses porte-parole – en particulier Moche Machover, Akiva Orr, Haim Hanegbi et Arie Bober – et à leur érudition sur l’histoire du sionisme et de l’État d’Israël. Le politologue de droite Ehoud Schprinzak dira dans une interview son impuissance et celle des équipes de propagande du gouvernement pour contrer, à l’étranger, les effets de Matzpen, "parce que les militants de Matzpen savent tout sur l’histoire d’Israël, et nous rien… " » 

#### Programme du mouvement
« Le programme de Matzpen, formalisé (...) dans son Manifeste du 18 mai 1967, peut se résumer en six points : 
1. l’élimination de l’Histadrut, l’union syndicale « organique » du travaillisme sioniste, dans le but de favoriser une révolution socialiste basée sur des conseils élus de travailleurs ;
2. la séparation totale de la religion et de l’État, qui implique la « désionisation » d’Israël ;
3. la fin de la « loi du retour » pour les Juifs résidant à l’étranger ;
4. la rupture des relations diplomatiques et économiques avec les puissances impérialistes occidentales ;
5. la rupture avec l’Union soviétique et le culte de la personnalité caractéristique du Stalinisme ;
6. la création d’une union économique et politique socialiste du Moyen-Orient, fondée sur la solidarité internationale et le droit des peuples à disposer d’eux-mêmes.

La dimension internationaliste de la cause apparaît donc comme un élément pivot dans le programme politique de Matzpen »,.

### Années 1970
Ce parti n'a toujours été qu'extrêmement minoritaire en Israël, ne regroupant que quelques dizaines de membres, juifs et arabes. Cependant, à la fin des années 1960 et au début des années 1970, il était considéré comme une véritable menace pour le consensus social et politique national. La plupart des membres de Matzpen étaient des sabras et cela inquiétait. À cause de leur combat contre le sionisme, et par leurs contacts avec les militants de l'extrême gauche européenne et palestinienne, ils ont été l'objet de menaces, de diffamations et de rejet social. Ses militants arabes ont été les plus frappés par la répression.

Les militants de Matzpen vont vers ce qui leur apportera une meilleure audience et s'investissent dans tous les débats et forums à l'étranger à Londres, à Paris, à Berlin, sponsorisés par le Committee on New Alternatives in the Middle East (CONAME) aux États-Unis en 1970 mais c'est en Europe que le travail politique est le plus intense. Ehud Sprinzak montre l’importance stratégique de cette nouvelle action depuis l’étranger : 
« le Matzpen était particulièrement actif en Europe. C’est là qu’ils menèrent une campagne publicitaire qui causa de sérieux dommages aux intérêts israéliens (…) Ils étaient les premiers à laver le linge sale en public. (…) Circuler parmi les intellectuels européens, les universités, les stations de radio, les journaux, discuter et parler de tous les villages qui avaient été détruits, ça c’était une bombe » 
Pour le documentariste israélien Eran Törbiner, « les rencontres avec le Matzpen aidèrent les intellectuels européens et la gauche à comprendre le conflit dans le jargon politique habituel et à critiquer Israël sans être accusés d’antisémitisme ».

#### Scissions
En 1970, une scission a lieu avec d'un côté les membres d'un groupe trotskiste (Alliance ouvrière - Avant-Garde) mené entre autres par Sylvain Cypel et de l'autre Ma'avak (Lutte - Alliance communiste révolutionnaire) menée par Ilan Albert et Rami Livneh, d'orientation maoïste.

##### Dénominations
En 1972, il y a eu une autre scission de Matzpen en deux fractions : une fraction comprenant une large part de la direction et qui englobait une large gamme des socialistes révolutionnaires antisionistes et antistaliniens (anarchosyndicalistes, trotskistes etc.) et une fraction trotskiste appartenant de la Quatrième Internationale - Secrétariat unifié. Les deux gardèrent le nom Matzpen pour leurs publications respectives. L'ancienne direction pris l'habitude de s'appeler Matzpen-Tel Aviv avant de se rebaptiser en 1977 « Organisation socialiste en Israël » ((he) : הארגון הסוציאליסטי בשראל, Haargon Hasocialitia Beisrael) soulignant ainsi mieux le caractère international de leur combat. L'autre groupe, appelé Matzpen-Jérusalem, pris rapidement le nom de « Matzpen Marxiste » pour changer de nom en 1975 et devenir la « Ligue communiste révolutionnaire » (section de la Quatrième Internationale - Secrétariat unifié). Un des dirigeants de la fraction trotskiste était Michel Warschawski, qui a ensuite créé le Centre d'information alternative de Jérusalem.

### Années 1980
Dans les années 1980, Matzpen s'investit dans des actions communes avec des militants palestiniens et avec la gauche pacifiste israélienne. En 1982, il s'oppose à la Guerre du Liban en s'investissant dans le mouvement « Yesh Gvul » ("Ça suffit"). Elle participe à la création de la Liste progressiste pour la Paix (הרשימה המתקדמת לשלום, HaReshima HaMitkademet LeShalom), une alliance électorale entre parti de gauche Juifs et Arabes. Aux élections de 1984, la liste obtient deux élus : Mohammed Miari et Mattityahu Peled. Cependant, à cause de l'impossibilité de maintenir une double structure politique qui avait du mal à s'entendre, le Matzpen avait cessé d'exister de fait à partir de 1983 et la publication du numéro 90 de la revue.

### Après 1990
Les anciens militants de Matzpen se rencontrent hebdomadairairement et publient épisodiquement des communiqués ou des déclarations à titre individuel.

#### Héritages

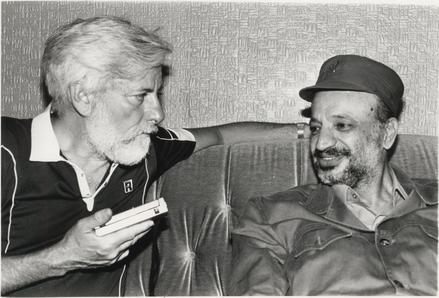
Uri Avnery (fondateur de Gush Shalom) et Yasser Arafat, 1982

Bien que dissoute, l’organisation idéologique continue cependant d’exister sous diverses formes, et a fortement marqué de son empreinte les sociétés, ne serait qu'à travers un « champ sémantique alternatif » pour penser autrement le conflit israélo-palestinien (vocables d'« occupation israélienne », de « conflit colonial »...).
L'héritage direct ou indirect de Matzpen se retrouve notamment chez les « Panthères Noires d’Israël » dans les années 1971-1973 ; dans l’organisation israélo-palestinienne « Alternative Information Center », fondée en 1984 à Jérusalem par Michel Warschawski et d’autres militants de la gauche anti-sioniste ; à travers des mouvements pacifistes israéliens comme « Gush Shalom », organisation que des militants de Matzpen contribuent à mettre en place en 1993 ; dans le mouvement des « Anarchistes contre le mur » (AAW) en 2003 durant la Seconde Intifada, comptant un ancien militant, Ilan Sharif,.
Les héritiers de Matzpen se retrouvent également dans le milieu universitaire israélien, à travers le mouvement des « nouveaux historiens » comme Ilan Pappé et des « nouveaux sociologues » comme Uri Ram. Enfin à l'étranger, l’influence des idées défendues par Matzpen se repère fréquemment dans le lexique et les grilles d'analyse d’individus ou d’organisations de soutien de la cause palestinienne comme le « tribunal Russel pour la Palestine »,.